# Gheorghe Brega
Gheorghe Brega (ur. 25 września 1951 w Drepcăuți w rejonie Bryczany) – mołdawski polityk i lekarz, poseł do Parlamentu Republiki Mołdawii, wicepremier, od października 2015 do stycznia 2016 pełniący obowiązki premiera Mołdawii.

## Życiorys
Absolwent państwowego instytutu medycznego w Kiszyniowie (1974). Od 1972 pracował zawodowo, początkowo jako pielęgniarz. W 1974 podjął praktykę w zawodzie lekarza, specjalizując się w chorobach wewnętrznych i chirurgii, a następnie urologii i onkologii. W latach 1999–2004 kierował oddziałem urologicznym w instytucie onkologii w Kiszyniowie. Następnie do 2009 pracował w centrum medycznym Centrul Sănătății Familiei „Galaxia”.
Działacz Partii Liberalnej. W wyniku wyborów z kwietnia 2009 po raz pierwszy dostał się do parlamentu z ramienia tego ugrupowania. W wyborach parlamentarnych w lipcu 2009 uzyskał reelekcję, mandat poselski utrzymywał również w kolejnych wyborach w 2010 i 2014.
W lipcu 2015 objął urząd wicepremiera w gabinecie Valeriu Streleța. 30 października 2015, po dymisji dotychczasowego premiera, tymczasowo przejął obowiązki premiera. Wykonywał je do 20 stycznia 2016, gdy nowym premierem został Pavel Filip. W jego rządzie Gheorghe Brega pozostał na stanowisku wicepremiera do spraw społecznych, kończąc urzędowanie w maju 2017.